# 按次付费电视
按次付费电视（英語：pay-per-view，缩写）是指每次节目播放时观众都需先购买才能观看的付费电视。与视频点播（VOD）不同的是，PPV同时向所有付费用户直播放送，而非VOD那样用户可以随时观看事先录制好的节目。在互联网兴起后，出现了基于网络的PPV，被称为iPPV。
最常见的PPV节目类型为体育节目，尤其是拳击、综合格斗等搏击节目与职业摔角等体育娱乐节目。例如2015年被称为“世纪之战”的弗洛伊德·美韋達對文尼·柏基奧之战，共创造了破纪录的460万PPV购买量，总收入超过4亿美元。同时，两人包揽了PPV史上最吸金选手的前两位。弗洛伊德·梅威瑟的比赛累计PPV达1950万、收入达13亿美元，而曼尼·帕奎奥的累计PPV则为1920万、收入达12亿美元。